# Örbyhus revir
Örbyhus revir var ett skogsförvaltningsområde inom  Stockholm-Gävle överjägmästardistrikt, Uppsala län, som omfattade Örbyhus, Norunda, Bälinge samt vissa delar av Rasbo härad. Reviret var indelat i fyra bevakningstrakter, innefattade 16 735 hektar allmänna skogar (1919), varav fyra kronoparker med en areal av 2 681 hektar.